# Parapteropyrum tibeticum
Parapteropyrum es un género monotípico de plantas pertenecientes a la familia Polygonaceae.  Su única especie: Parapteropyrum tibeticum, es originaria del Tíbet.

## Taxonomía
Parapteropyrum tibeticum fue descrito por An Jen Li y publicado en Acta Phytotaxonomica Sinica 19(3): 330–331, pl. 9. 1981.